# علم سان بارتليمي
علم سان بارتليمي المكون من درع يستند على خلفية بيضاء وفي جانبيه اثنين من الطيور هو علم غير رسمي ويستخدم محليا أما العلم الرسمي لجزر سان بارتليمي والمستخدم في المحافل الدولية فهو العلم الفرنسي.